# Attackflygplan

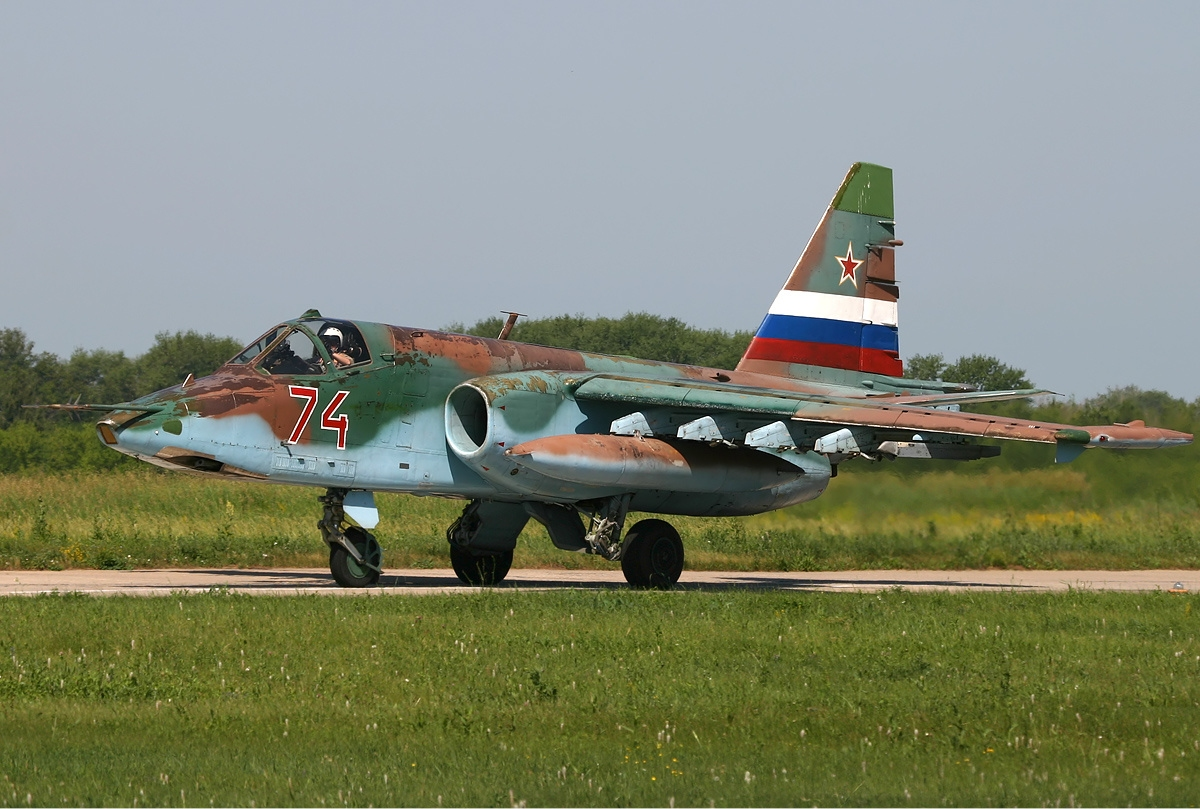
Ett ryskt attackflygplan av typen Su-25.

Attackflygplan (militärförkortning: afpl, prefix: A, vardagligt: attackplan) är stridsflygplan avsedda för bekämpning av markmål eller sjöstridskrafter. Exempel på mål för attackflygplan är därmed marktrupper, stridsfordon och fartyg. Men också broar, vägar, hamnar och byggnader är vanliga mål för attackflygplan. Detta kan ske med hjälp av automatkanoner, raketer, robotar eller bomber. Attackflygplan bekämpar mål på slagfältet (taktiska mål) till skillnad från bombflygplan som bombar mål bortom fronten (strategiska mål). Attackflygplan kan även vara utrustade för en sekundär roll, som till exempel jaktkapacitet.
Bland svenska attackflygplan kan nämnas A 32 Lansen och AJ 37 Viggen.

## Bilder

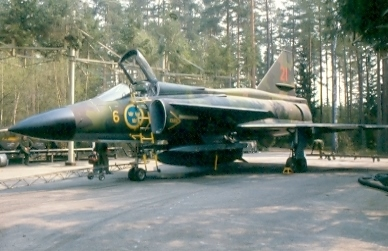
AJ 37 Viggen.
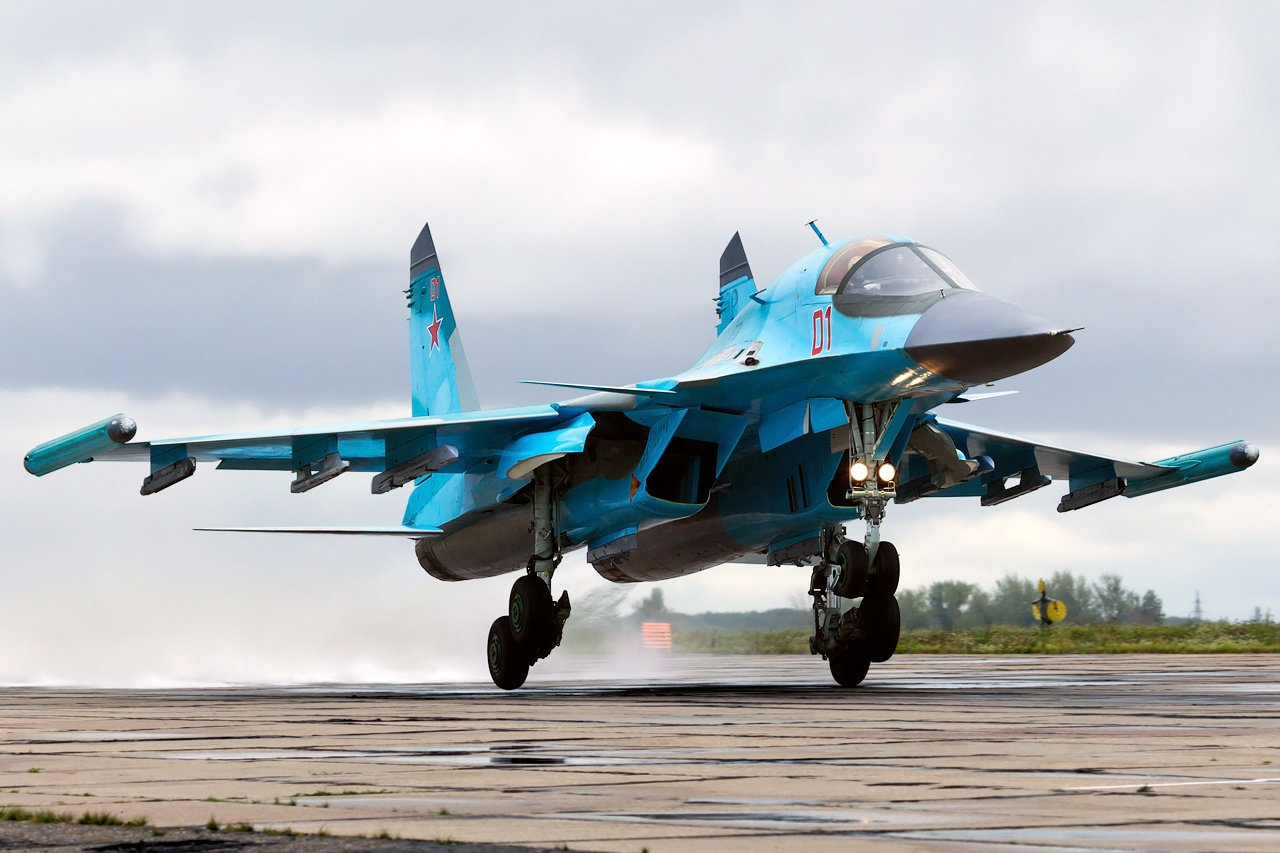
Suchoj Su-34.
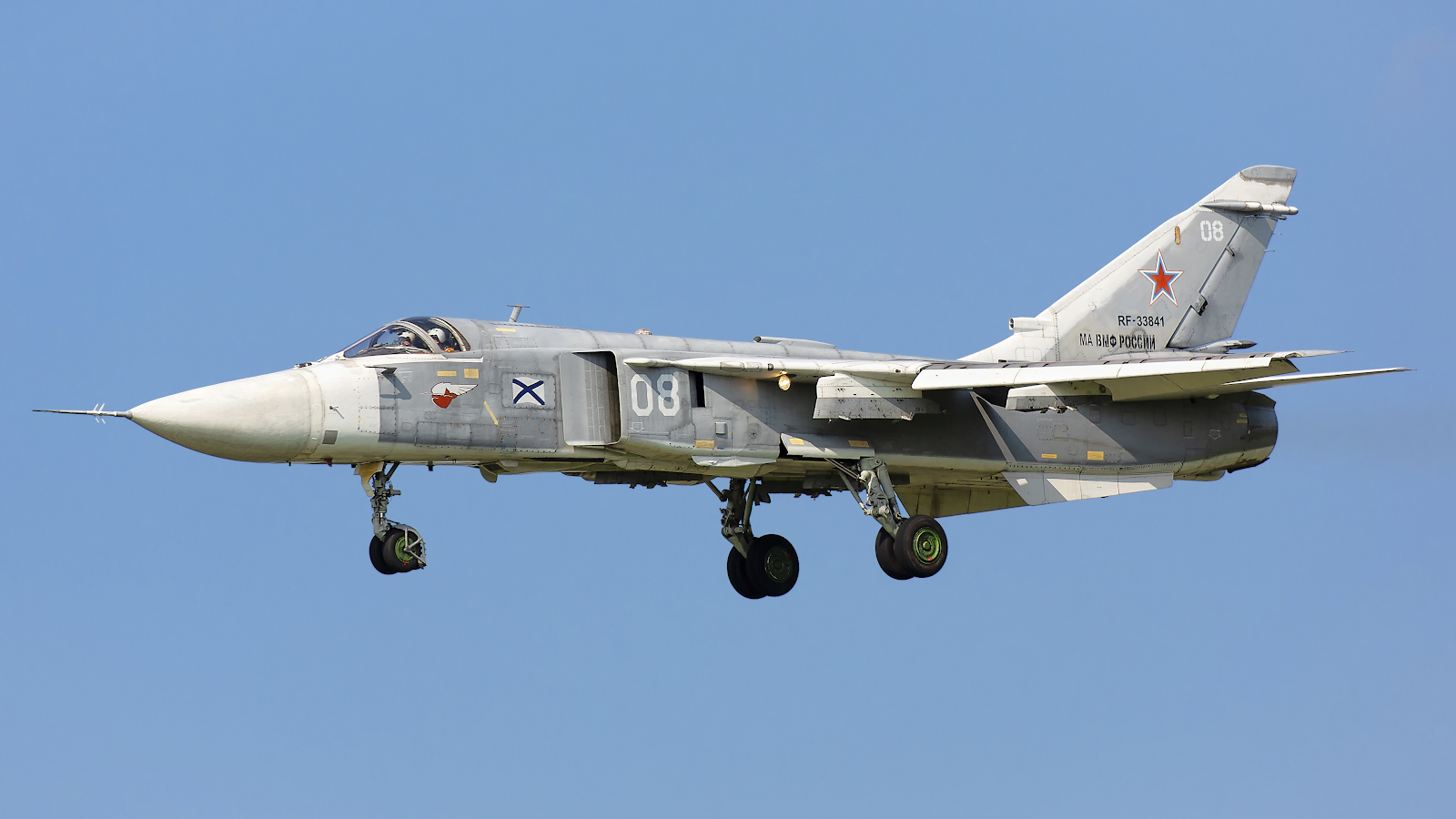
Suchoj Su-24.
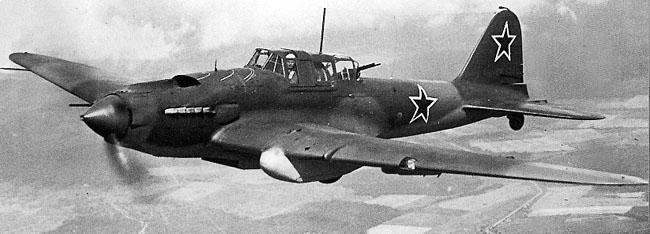
Iljusjin Il-2.
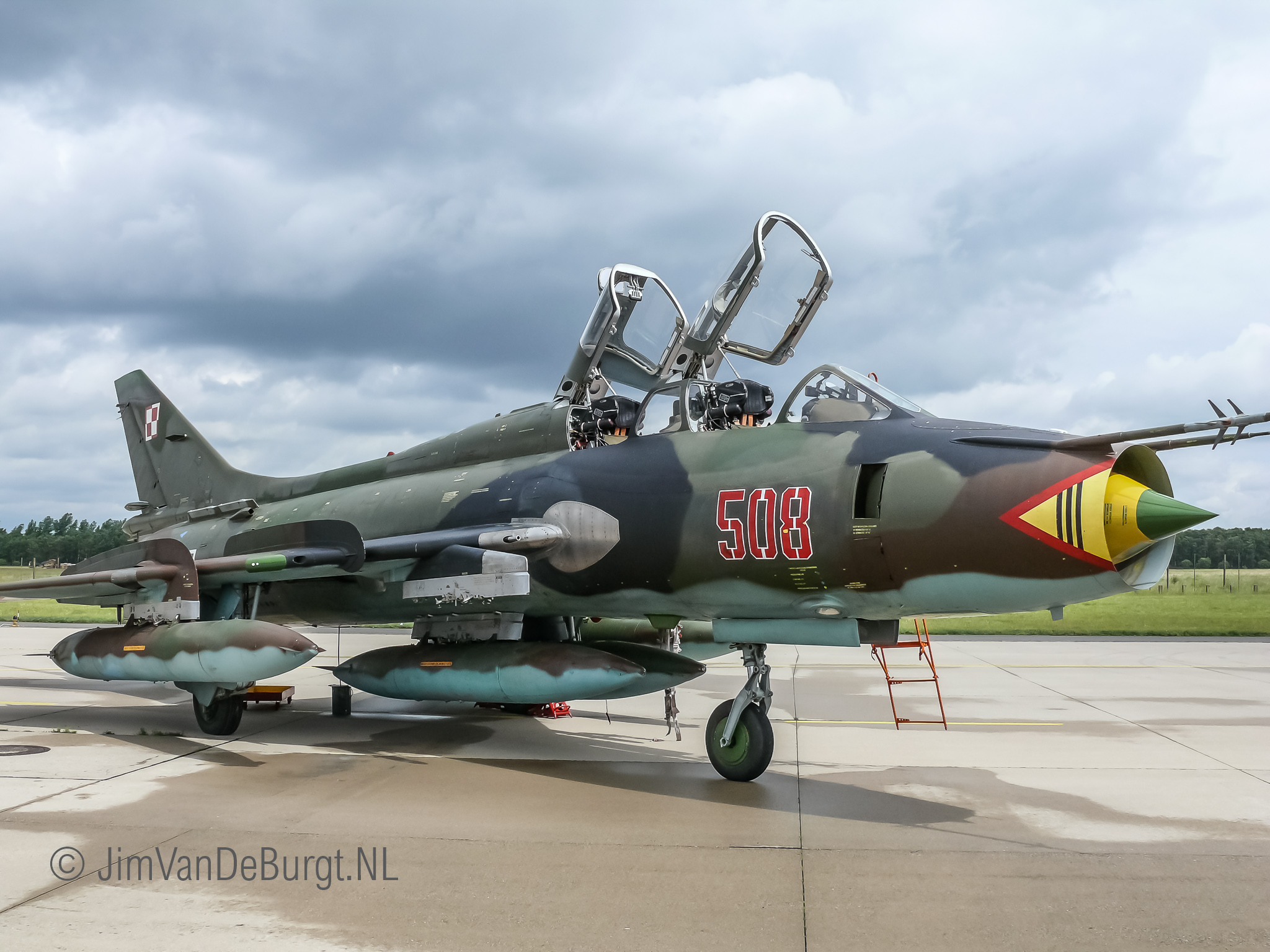
Suchoj Su-22.
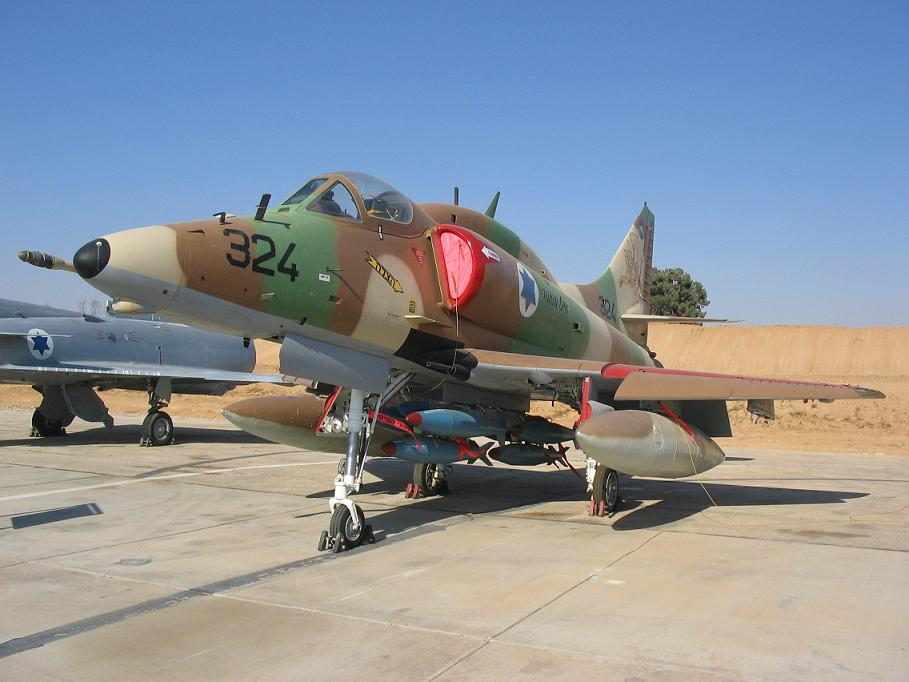
A-4 Skyhawk.
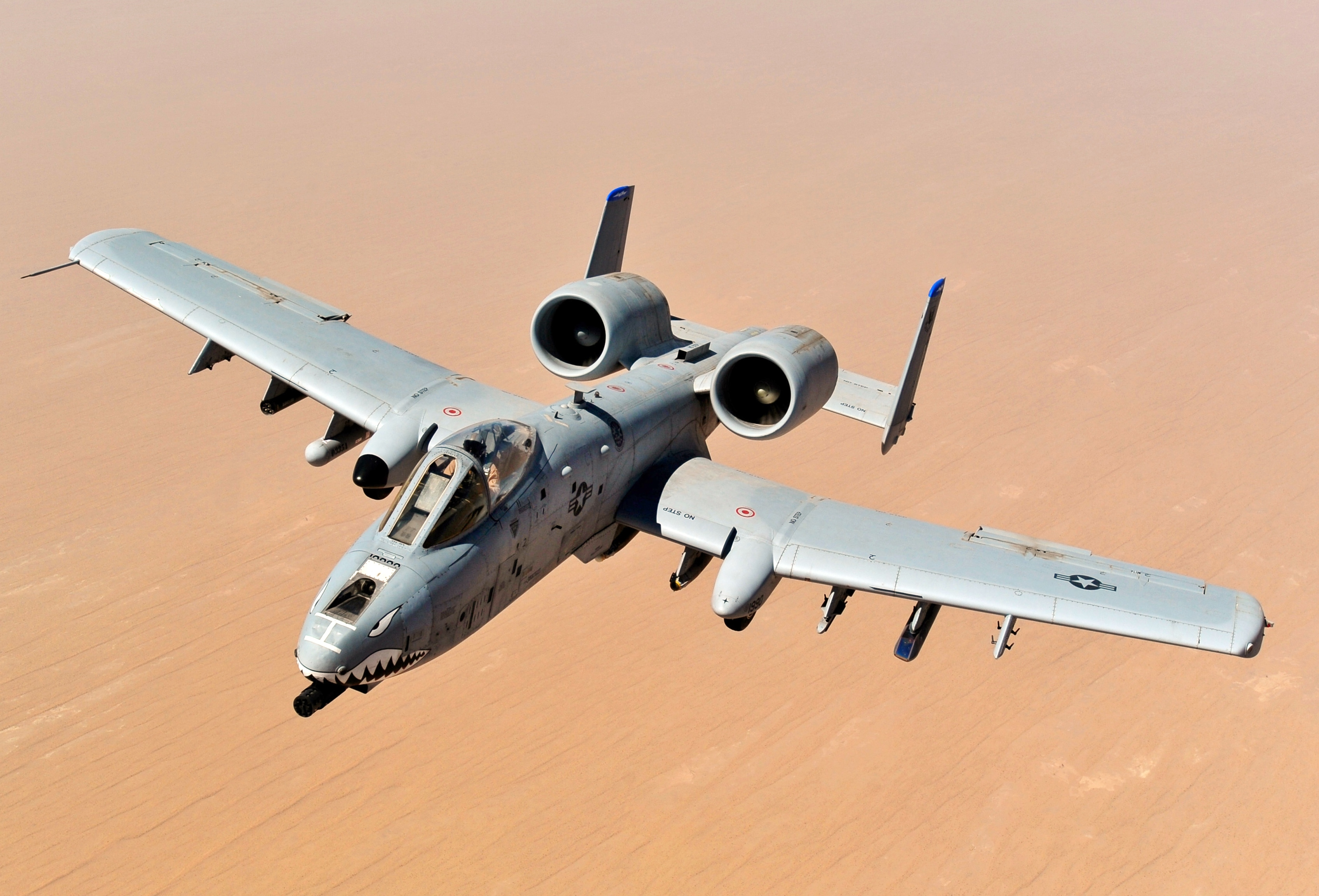
Fairchild-Republic A-10 Thunderbolt II.